# Twisters
Twisters je americký katastrofický film z roku 2024, který natočil Lee Isaac Chung podle scénáře Marka L. Smithe podle námětu Josepha Kosinského. Snímek je samostatný pokračováním filmu Twister (1996) a hrají v něm Daisy Edgar-Jones, Glen Powell, Anthony Ramos, Brandon Perea, Maura Tierney a Sasha Lane. Sleduje střetnutí skupin lovců bouří, kteří vyšetřují vypuknutí tornáda v Oklahomě.
Jednání o pokračování Twisteru začala v roce 2020, Kosinski předložil nápad společnosti Universal a Helen Huntová, která hrála v původním filmu, také projevila zájem o pokračování, které bylo nakonec zamítnuto. Než byl v prosinci 2022 najat Chung, bylo osloveno několik režisérů. Herci se připojili na začátku roku 2023 a natáčení probíhalo v létě téhož roku v okolí Oklahomy s krátkou přestávkou kvůli stávce SAG-AFTRA.
Film měl premiéru v londýnském kině Cineworld Leicester Square 8. července 2024, mezinárodně jej vydala společnost Warner Bros Pictures 10. července 2024 a ve Spojených státech a Kanadě společnost Universal Pictures 19. července 2024. Od kritiků získal vesměs pozitivní recenze a celosvětově utržil 372 milionů dolarů.

## Děj
Studentka meteorologie Kate Carterová testuje v Oklahomě se svým týmem, který zahrnuje jejího přítele Jeba, teorii, že by tornáda šla oslabit pomocí polyakrylátových kuliček. Pokus však selže, tornádo zesílí na EF5 a zabije tři členy týmu, včetně Jeba. Kate a Javi přežijí, ale Kate se cítí vinna a opouští svět lovců bouří.
O pět let později pracuje Kate v NOAA v New Yorku. Javi, který mezitím rozjel firmu StormPAR, jí nabídne místo v týmu testujícím novou radarovou technologii. Kate odmítne, ale když uvidí zprávu o zničeném městě, připojí se. V Oklahomě se k nim přidává i slavný YouTuber Tyler Owens a jeho tým, kteří honí tornáda kvůli sledovanosti.
Týmy sledují slabší tornáda EF1 a EF3, při čemž StormPAR nasadí radarové skenery. Kate dostane záchvat paniky, ale později překoná strach a pomáhá s dalšími pokusy. Když se setkají ve městě poničeném tornádem, Kate zjistí, že Tyler používá zisky na pomoc obětem, zatímco investoři ze StormPAR skupují levně poničené pozemky.
Během rodea v Stillwateru vznikne nečekané EF4 tornádo a Kate se s Tylerem ukryjí v bazénu. Po bouři se Kate pohádá s Javim a odjíždí na matčin ranč. Tyler ji přesvědčí, aby se pokusila experiment zopakovat – tentokrát přidáním jodidu stříbrného. Když nový pokus selže, Javi jí pošle klíčová data. Kate teoretizuje, že kombinace s polyakrylátem by mohla fungovat.
Společně sledují další tornádo, které přeroste v EF5 a míří na město El Reno. Kate a Tyler evakuují obyvatele do kina, zatímco se snaží vypustit směs do tornáda. Kate nakonec pomocí Tylerova auta a vystřelovacích zařízení dokáže tornádo zastavit.
Později Kate potká Tylera na letišti, kde jí kvůli zpoždění letu přesvědčí, aby s ním opět vyrazila na lov tornád. V závěru se dozvídáme, že společně s Javim a ostatními založili novou firmu na sledování bouří.